# 示範單位
參數所指定的目標頁面不存在，建議更正成存在頁面或直接建立下列一個頁面（建立前請先搜尋是否有合適的存在頁面可以取代）：
- 示范单位 (中国大陆)

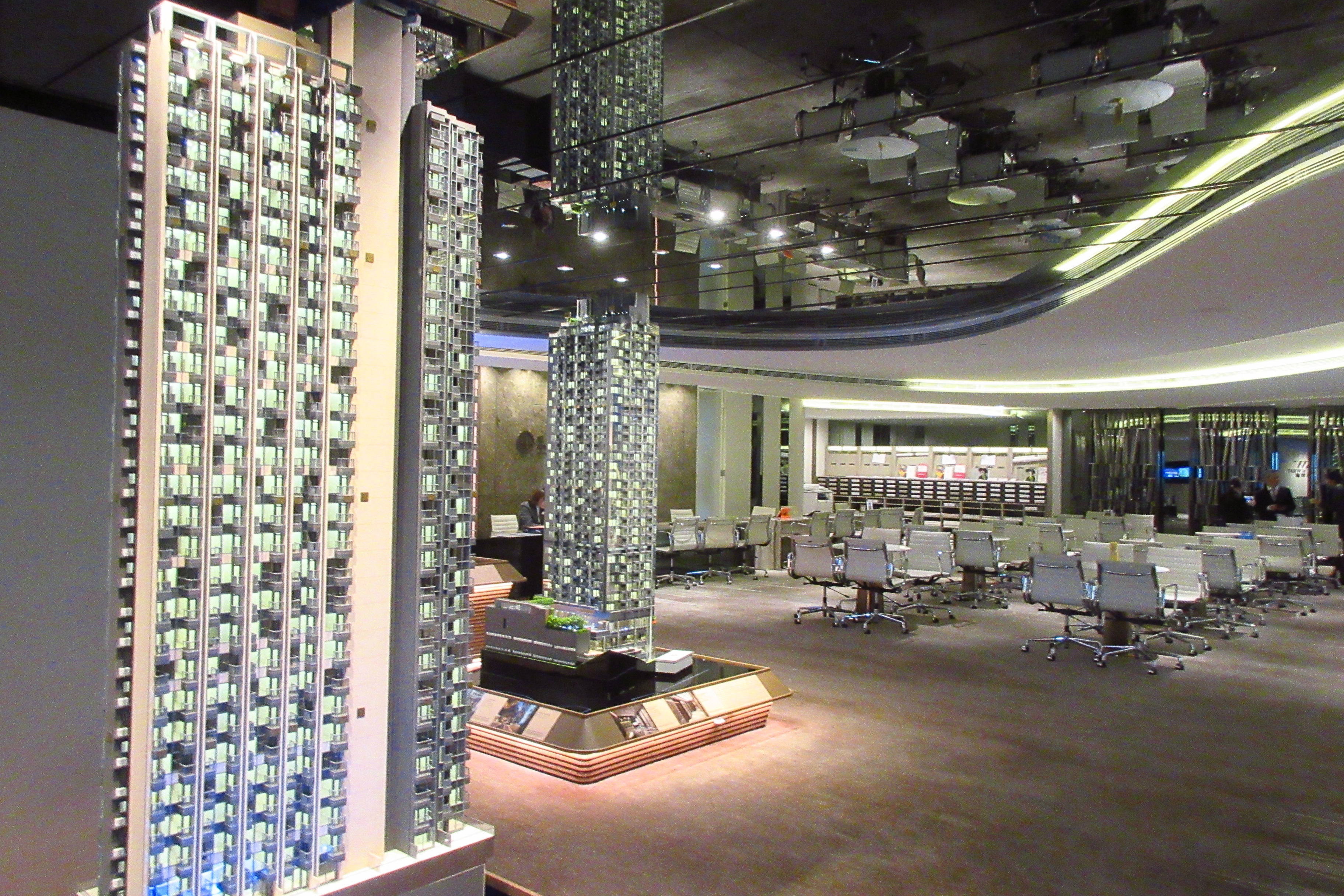
示範單位簡稱示位，及售樓廠又名銷售部、售樓處

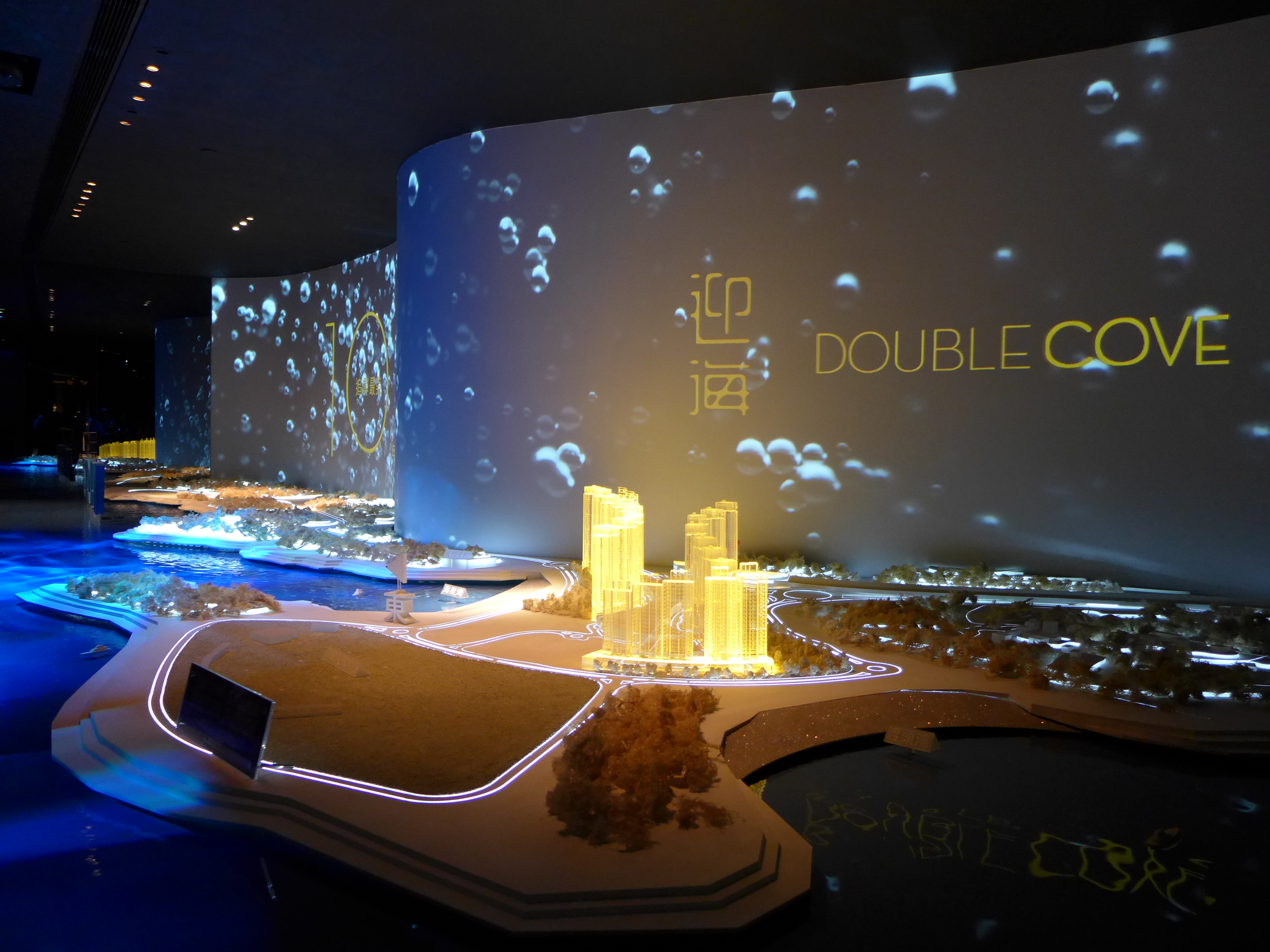
「洗腦區」的前廳除設位置模型外，亦透過播放廣告片和動畫增加顧客的購買慾

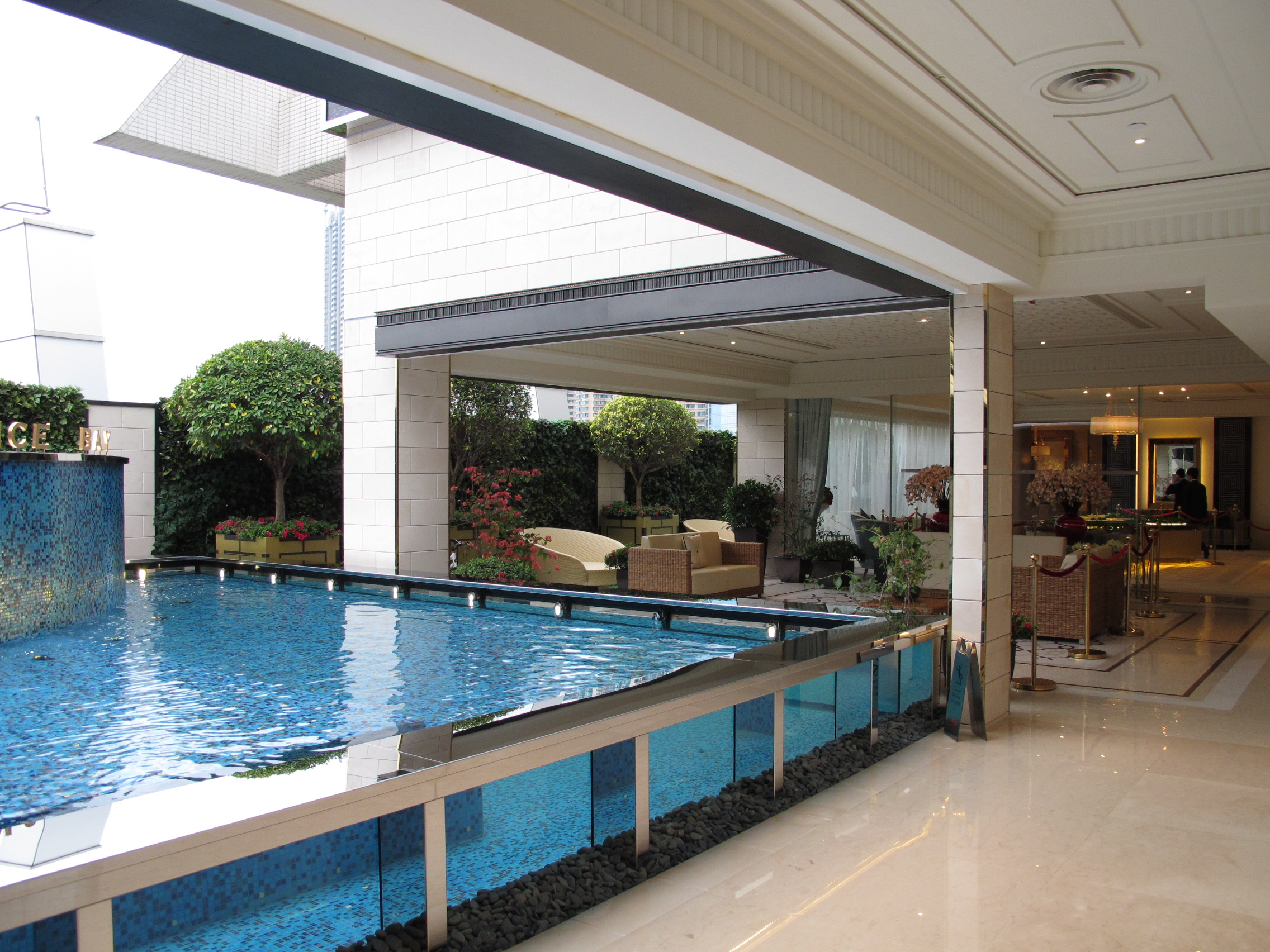
部分發展商示範單位會模擬物業內公用地方面貌

示範單位（英語：Show House），是建築師、地產發展商以（一比一）比例建築物模型，展示其建築發展項目的美好概念，又名陳列品。內容或許包括雲石廚房、實木房門、意大利家具、水晶吊燈、仿煙花海景等；亦有一些示範單位會展示收樓業權轉讓時的物業單位面貌又稱收樓標準。目的是吸引未來買家支持或購買該物業單位。示範單位通常設置於交通方便的市區，而該建築工地未必在同區。也有些是「地盤示範單位」，通常在該樓盤所在的地盤臨時搭建。
示範單位的出現即是該建築物項目未曾準備實物參觀，即是例如樓花銷售。以示範單位賣樓有可能是其後的爛尾樓、縮水樓之類陷阱，若果發展商有此意圖，又或者有心無力。

## 各地狀況

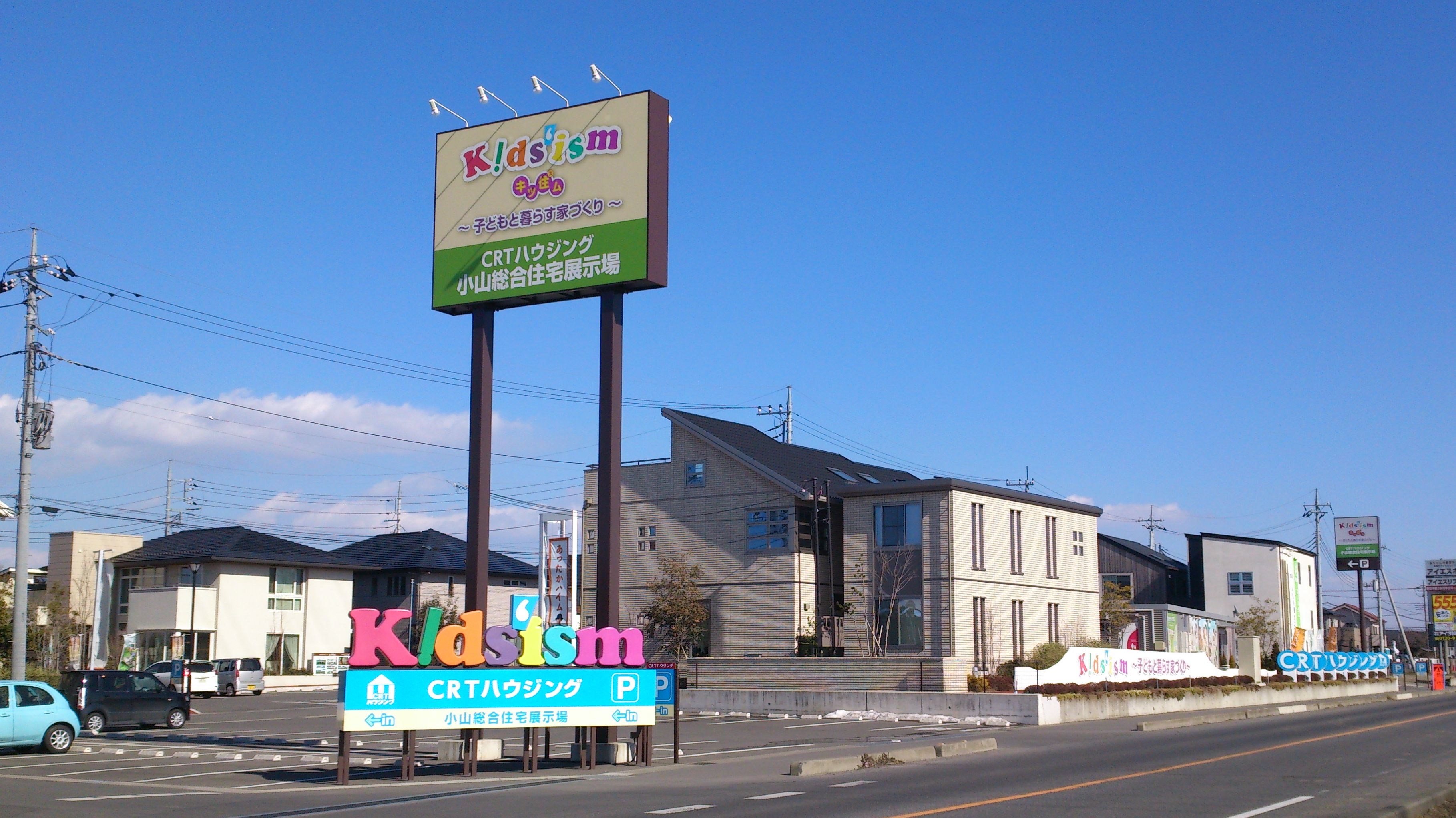
日本的小山住宅展示場

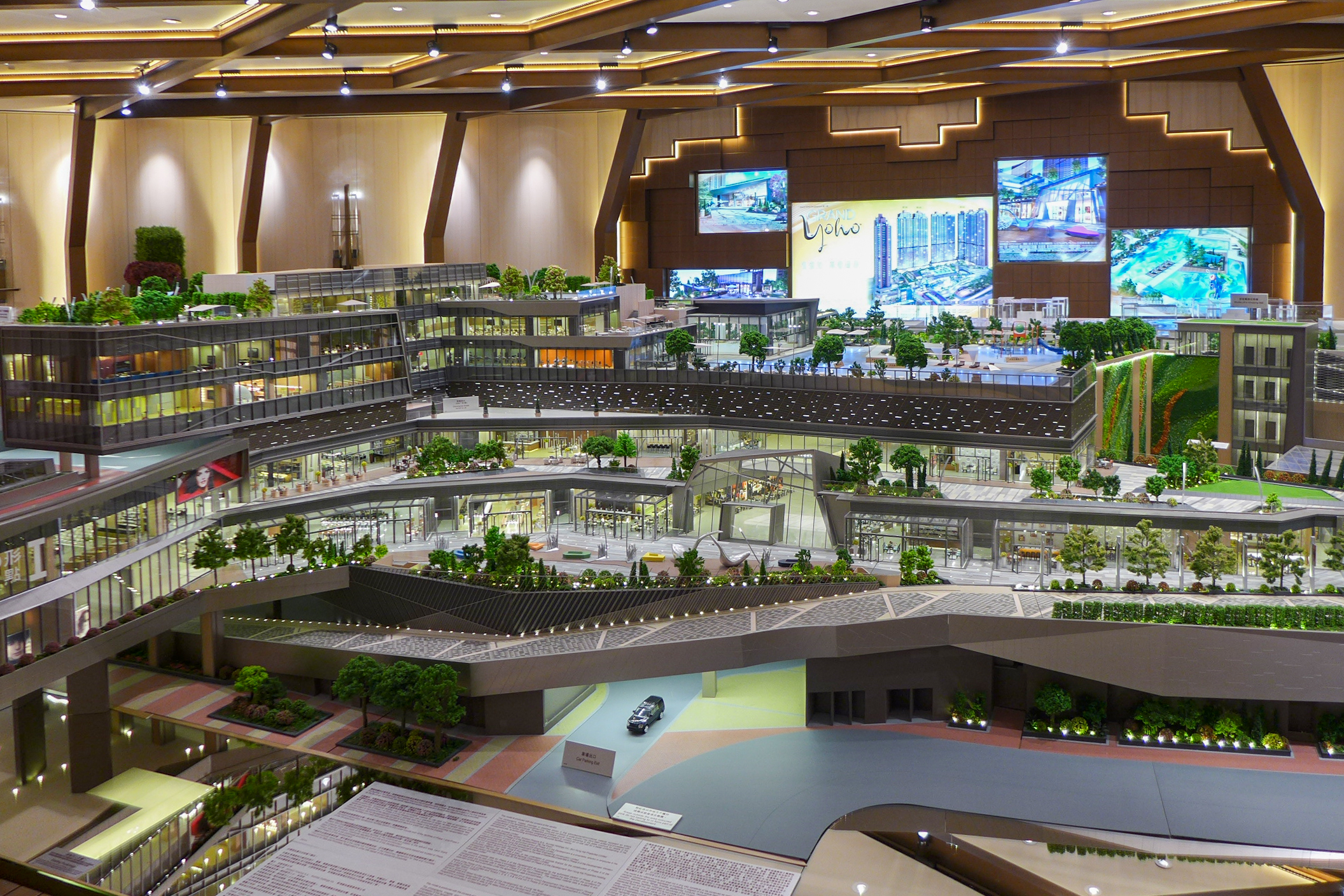
會所和商場模型

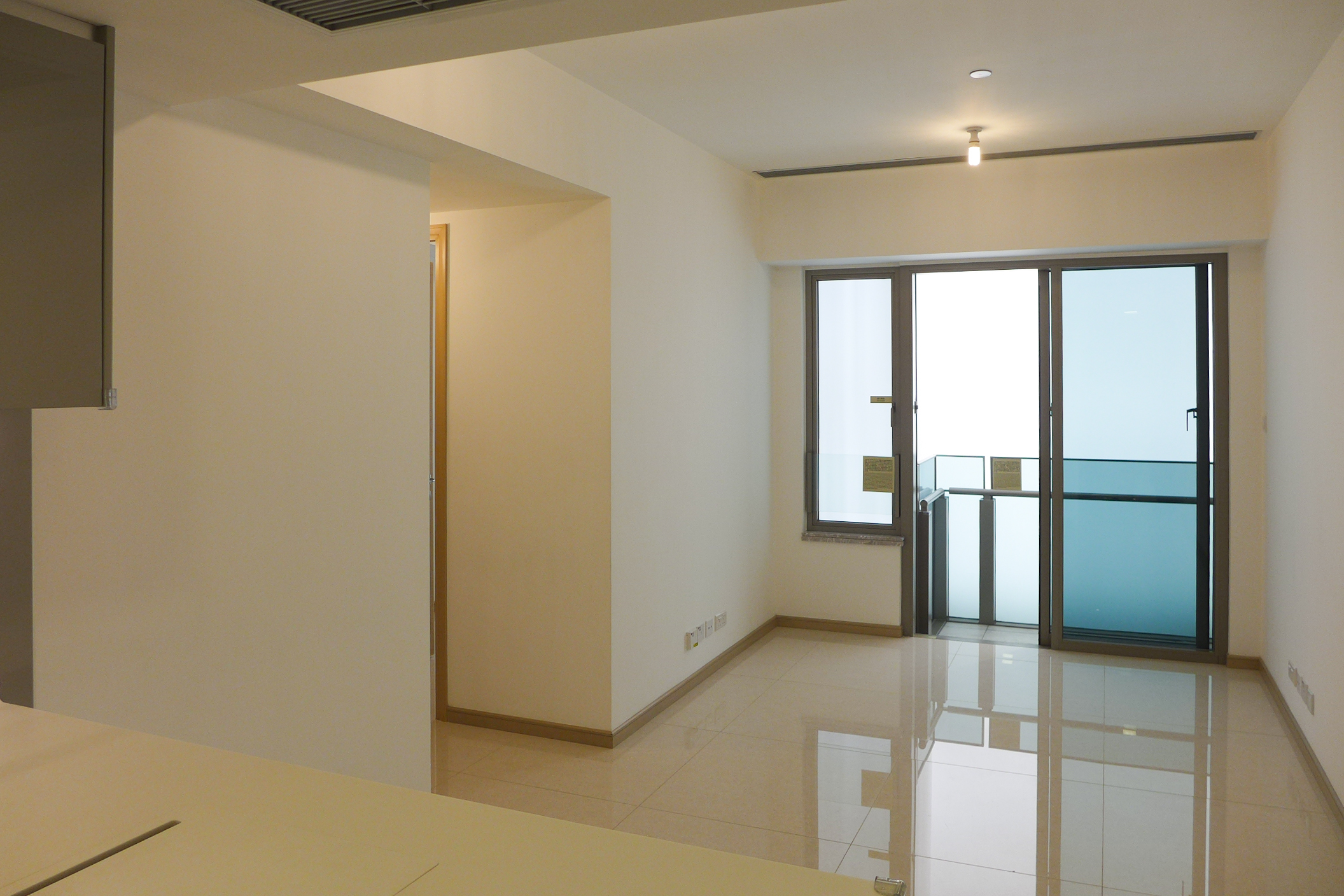
清水房示範單位

- 中华人民共和国

針對常見條款中「樣板屋不作為收樓和代為裝修標準，僅供參考」此一引發糾紛案例甚多條款，2019年起市場監管局統一明確解釋為違反消保法，視同霸王無效條款，消費者可以用拍攝的樣板房實況與用料材質作為收房標準，與實際出入時控告地產商。此法規為世界少見，多數國家並無相關先例將樣品屋「強制」列為消費者保護承諾，多數採取參考論如港台地區也是採取參考論，港台只在特別重大誇張的案例中有個案司法判決買方勝訴，例如樣品屋有兩層樓中樓而交房只有一層、呈現有百坪花園卻無花園等。
- 香港特別行政區

在香港，大多數的物業單位均是樓花，所以需要設立示範單位以供買家觀看。準買家首先到達一個俗稱「洗腦區」的前廳，透過播放廣告片和動畫增加顧客的購買慾。其後為行內俗稱的「沙盤區」，該處展示不同大小的樓盤和會所模型，讓經紀可以推銷樓盤四周的配套與各大樓的坐向。而示範單位區可分為清水房和經過裝修的精裝房。最後為空間比較寬敞簽約區，大部分地產代理的高級經紀都會進駐此處。部分示範單位亦提供免費穿梭巴士來住主要地區和示範單位，有些更提供免費食物和飲品供參觀者食用。
- 中華民國（台灣）

樣品屋運作為附設在售樓處旁的模型屋或在已蓋好部分擇選一間裝修而成，所有在銷售處的過客都可以直接進入參看。多數樣品屋糾紛以公平法及消保法作為控告法規，由打官司解決，但若契約內消費者一時不察簽下內含樣板屋只做參考不作為履行內容的條約，則多數會敗訴，台灣法院並無霸王條款一說用以推翻契約內容，所以簽字不細看者多數會入陷阱，但若合約內無條款敘述則樣品屋會被直接認定為廣告一部分視同合約承諾，此時可能對買方有利，因此條約內容變得格外重要。
- 美国

美國地產商樣品屋(Show house)為邀請制，意向顧客在銷售員處經過過濾後會在家收到聚會邀請函，持邀請函在統一時間集合於地址上的樣品屋，銷售員會在內接待並招待餐飲，類似雞尾酒會，一邊參觀一邊推銷介紹。
- 日本

日本以木造獨棟住宅居多，屋主和承造商簽約設計自己想蓋的房屋，市政府多數在郊區規劃一塊較便宜的專用地當住宅展示場，各承造商將自己樣品屋統一建造至該處成為一種獨特的「住宅公園」景觀，參觀者一次進入該地區可以瀏覽眾多建造商的樣品，而公寓和大樓住宅建商也有以單戶模型屋方式在此建造，目前全國約有380處住宅展示場。由於獨棟住宅的一戶一訂製特性日本較少樣品屋糾紛。

## VR样板房
自2015年以来兴起的新型样板房。指挥家VR的VROOM作为领先的虚拟现实场景化营销工具，应用于地产、家装、家居、城市规划、旅游等多个行业领域为项目的营销推广提供有力保证。VR样板房 （页面存档备份，存于）VRoom能够实现8名用户在多达200平米的超大空间内同时体验，实现虚拟空间内人与人、人与物极其逼真的交互。通过内置混合现实技术，实现VR体验场景的直观展现。加上注意力大数据系统的应用，还能够收集用户在虚拟空间中的行为数据。

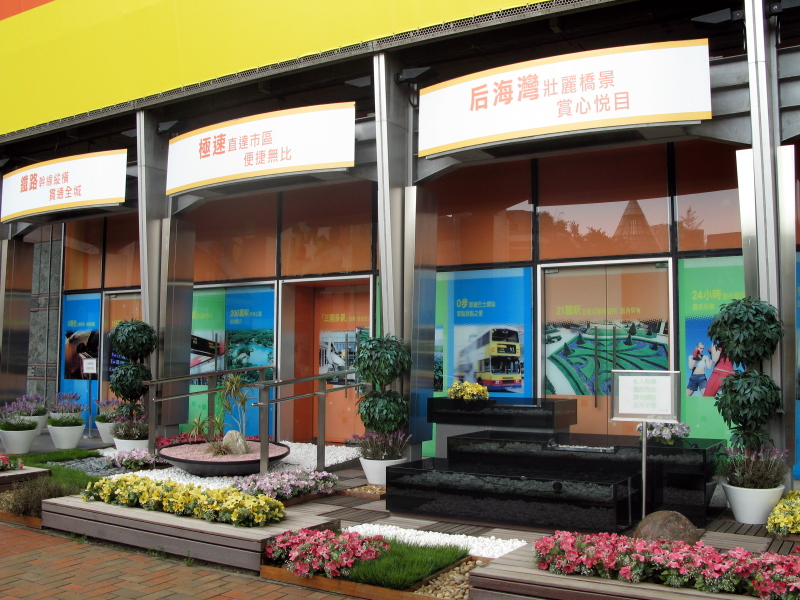
柏慧豪園於嘉湖銀座的示範單位
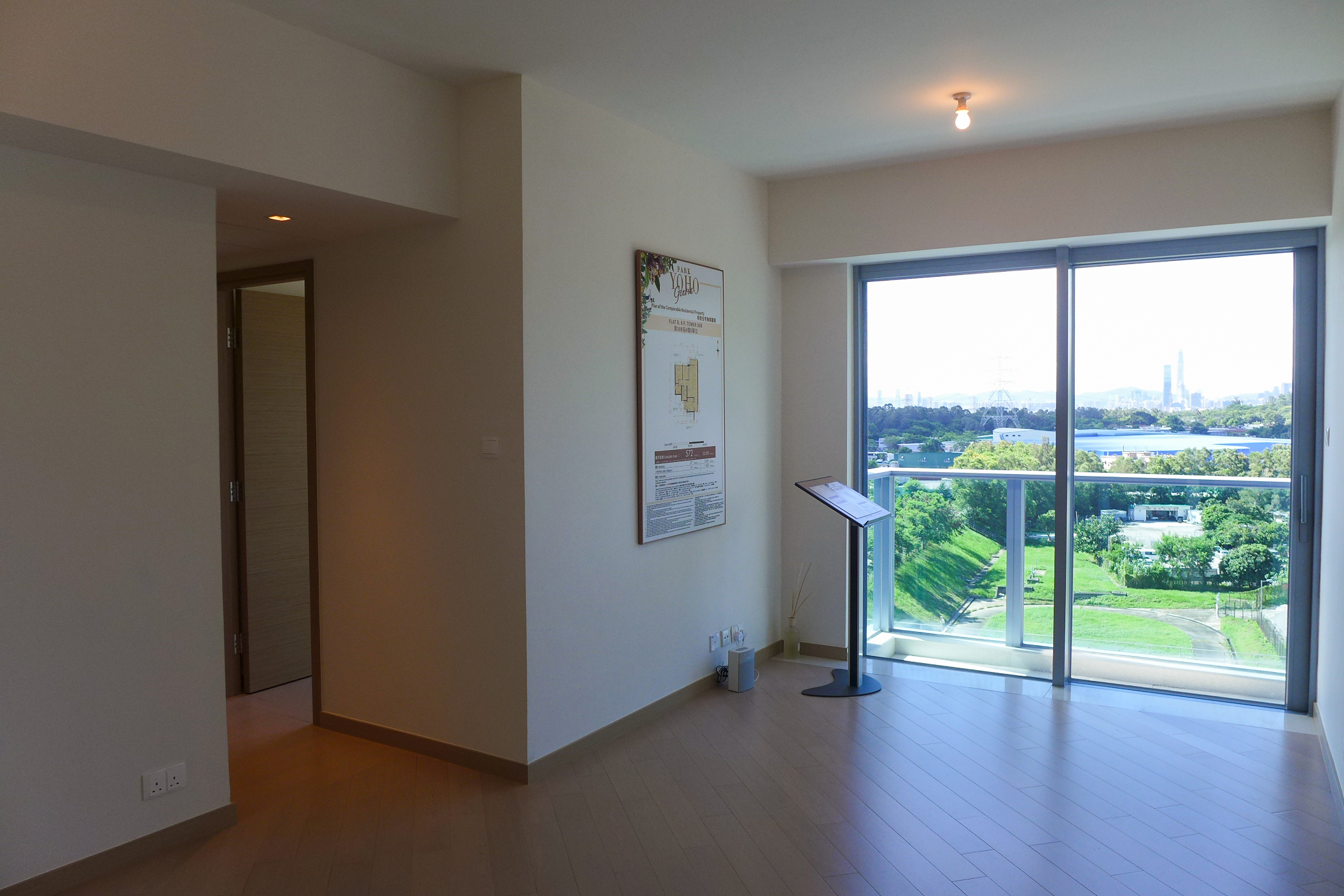
Park YOHO現樓示範單位
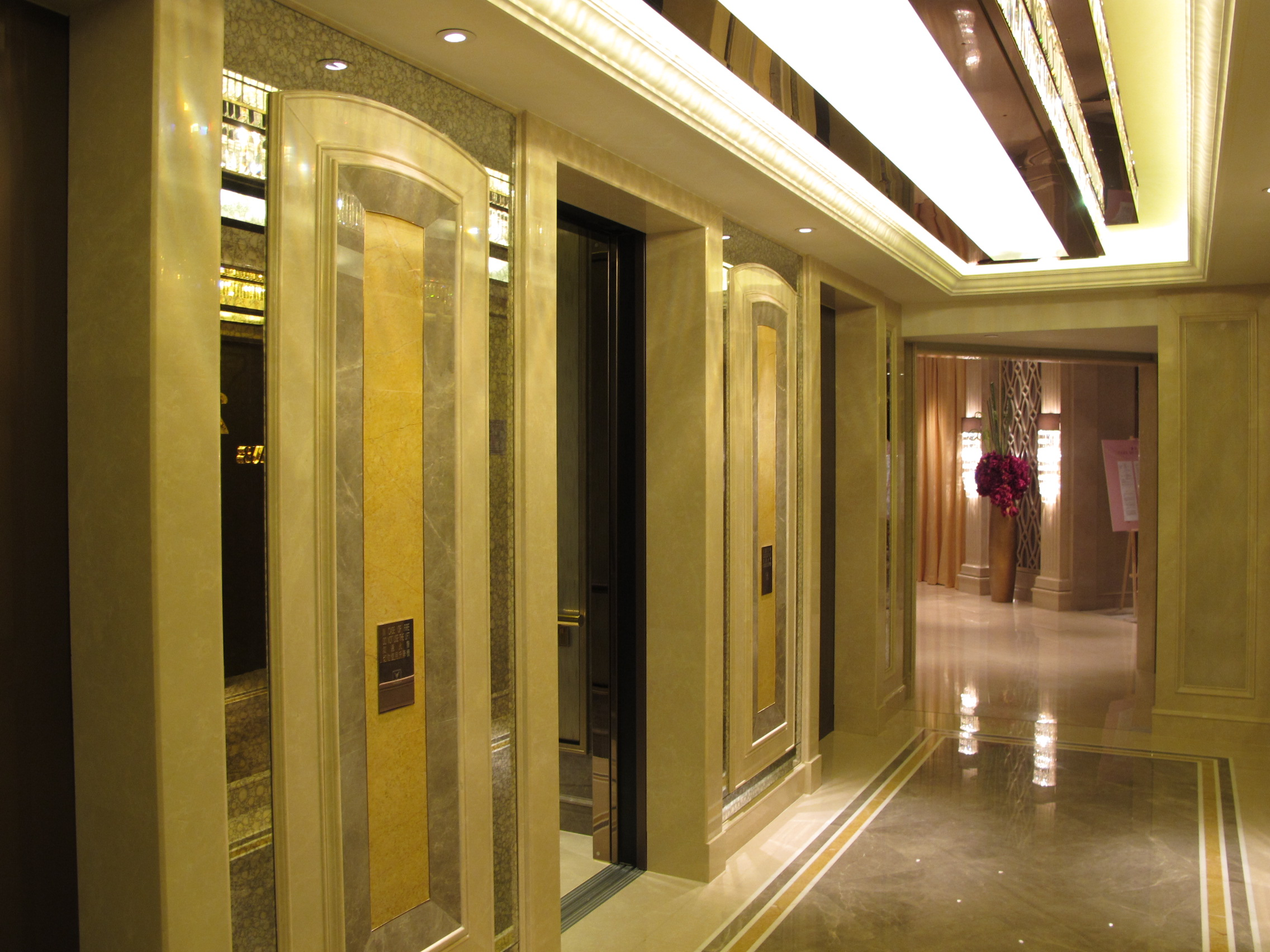
部分發展商會設升降機大堂樣板供準買家參考
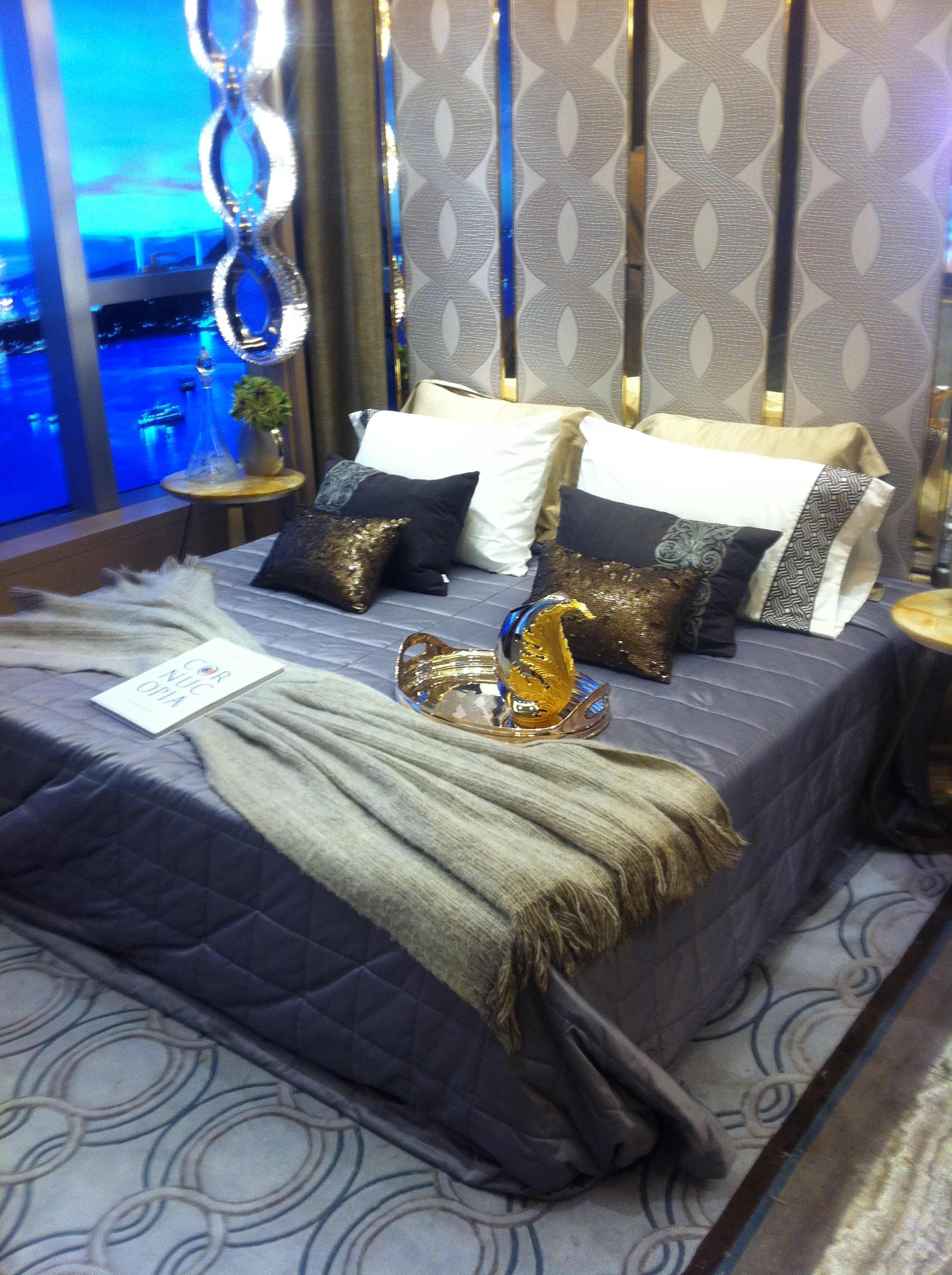
瓏璽於環球貿易廣場的房展示範單位 - 主人房
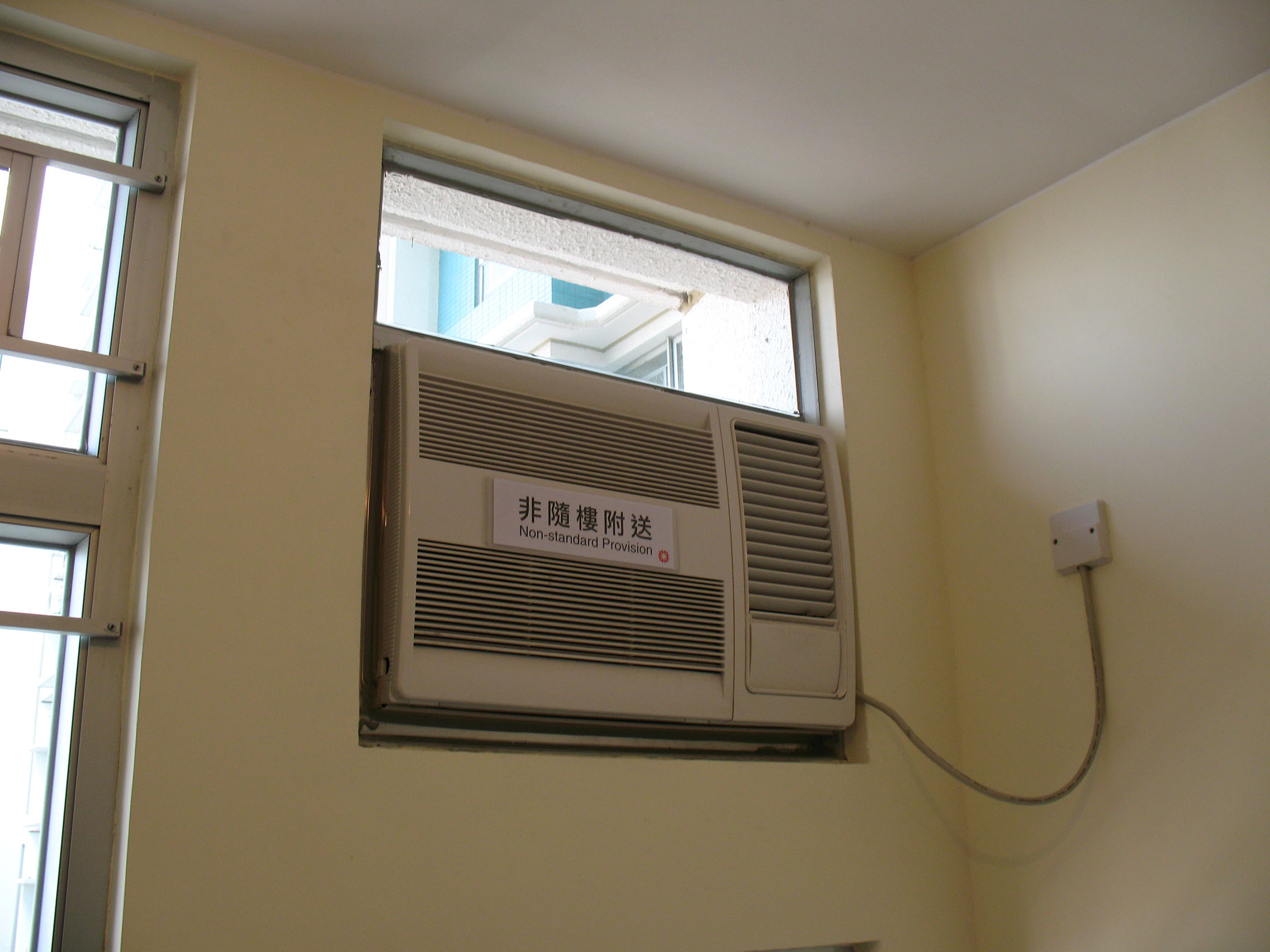
發展商在示範單位中標明該物品並非隨樓附送

## 常見問題
- 示範單位展示的室內裝置和設備，未必全部隨樓附送，其唯一目的是引誘買家產生美好錯覺，當中部份發展商更會在示範單位作出不少改動，如拆牆以擴大房間空間、將原有的牆改為玻璃間隔、採用縮小了的家具等。
- 部份發展商的示範單位未必容許參觀者拍攝。
- 示範單位未必展示樓盤的真相地址及外圍環境位置。
- 與發展商高層有關的造市行為未必公布[7]。

## 相關
- 室內設計師

## 外部連結
- hkitalk.net：現在睇示範單位好大限制